# Fläckträdklättrare
Fläckträdklättrare (Xiphorhynchus erythropygius) är en fågel i familjen ugnsfåglar inom ordningen tättingar.

## Utseende och läte
Fläckträdklättraren är en medelstor till stor trädklättrare, med ganska rak och rätt kraftig näbb, mörk ovan och ljus under. Noterbart i övrigt är beigefärgade "glasögon" och tydligt ljusa fläckar och fjäll på huvud och bröst, för fåglar norr om västra Honduras även på ryggen.

## Utbredning och systematik
Fågeln delas in i två grupper av fem underarter:
- erythropygius-gruppen
  - Xiphorhynchus erythropygius erythropygius – förekommer i högländer i södra Mexiko (San Luis Potosí i Oaxaca och Guerrero)
  - Xiphorhynchus erythropygius parvus – förekommer i högländer i södra Mexiko (sydöstra Oaxaca, Chiapas) till norra och centrala Nicaragua
- aequatorialis-gruppen
  - Xiphorhynchus erythropygius punctigula – förekommer i tropiska sydöstra Nicaragua, Panama (Veraguas)
  - Xiphorhynchus erythropygius insolitus – förekommer i centrala och östra Panama samt nordvästra Colombia (floderna Atrato och Truando)
  - Xiphorhynchus erythropygius aequatorialis – förekommer i tropiska Stillahavssluttningen i västra Colombia till sydvästra Ecuador

Sedan 2016 urskiljer Birdlife International och naturvårdsunionen IUCN underartsgruppen aequatorialis som en egen art, "sydlig fläckträdklättare". 

## Levnadssätt
Fläckträdklättraren hittas i bergsbelägna fuktiga städsegröna skogar eller skogar med inslag av tall. Den kan ses födosöka på alla nivåer utmed trädstammar och större grenar, ofta intill bromelior.

## Status
IUCN bedömer hotstatus för underartsgrupperna (eller arterna) var för sig, båda som livskraftiga.

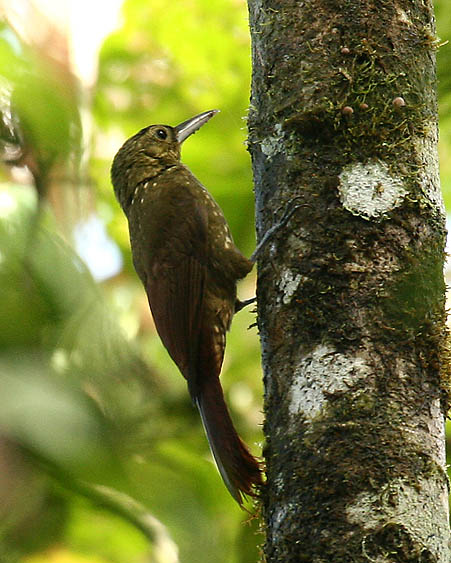